# Coraline Vitalis
Coraline Vitalis, född 9 maj 1995 i Le Gosier, är en fransk fäktare som vid OS 2024 ingick  i det franska laget som tog silver i värja.